# District de Fermanagh and Omagh
Le district de Fermanagh and Omagh (Fermanagh and Omagh District en anglais), officiellement appelé Fermanagh and Omagh, est un district de gouvernement local d’Irlande-du-Nord.
Créé en avril 2015, il succède aux districts de Fermanagh et d’Omagh.

## Géographie

### Situation administrative
Le district est situé dans les comtés de Fermanagh et de Tyrone.

### Territoires limitrophes
| République d’Irlande | District de Derry City and Strabane | District de Mid Ulster |
| République d’Irlande | district de Fermanagh and Omagh     | District de Mid Ulster |
| République d’Irlande | République d’Irlande                | République d’Irlande   |

## Histoire
Un district de gouvernement local (local government district en anglais) regroupant ceux de Fermanagh et d’Omagh est proposé le 30 mai 2008 par le Local Government (Boundaries) Act (Northern Ireland) du 23 mai 2008. Il est formellement créé sous le nom de Fermanagh et d’Omagh (Fermanagh and Omagh District) à compter du 1er avril 2015 par le Local Government (Boundaries) Order (Northern Ireland) du 30 novembre 2012.

## Administration

### Conseil
Le Fermanagh and Omagh District Council, littéralement, le « conseil du district de Fermanagh and Omagh », est l’assemblée délibérante du district de Fermanagh and Omagh, composée de 40 membres (depuis 2015), appelés les conseillers (councillors).
Un président (chairman) et un vice-président (deputy chairman) sont élus parmi les conseillers à l’occasion de chaque réunion générale annuelle du conseil du district.

### Circonscriptions électorales
Le district de gouvernement local est divisé en autant de sections électorales (wards en anglais) que de conseillers. Celles-ci sont distribuées par zone électorale de district (district electoral area).
| Zone                           | Depuis 2015 |
| ------------------------------ | --- |
| Première zone et ses sections  | Enniskillen (6 sièges)                                                                                          |
| Première zone et ses sections  | - Castlecoole - Erne - Lisbellaw - Lisnarrick - Portora - Rossorry                                              |
| Deuxième zone et ses sections  | Erne East (6 sièges)                                                                                            |
| Deuxième zone et ses sections  | - Brookeborough - Donagh - Lisnaskea - Maguiresbridge - Newtownbutler - Rosslea                                 |
| Troisième zone et ses sections | Erne North (5 sièges)                                                                                           |
| Troisième zone et ses sections | - Ballinamallard - Belleek and Boa - Ederney and Kesh - Irvinestown - Tempo                                     |
| Quatrième zone et ses sections | Erne West (5 sièges)                                                                                            |
| Quatrième zone et ses sections | - Belcoo and Garrison - Boho, Cleenish and Letterbreen - Derrygonnelly - Derrylin - Florence Court and Kinawley |
| Cinquième zone et ses sections | Mid Tyrone (6 sièges)                                                                                           |
| Cinquième zone et ses sections | - Beragh - Drumnakilly - Gortin - Owenkillew - Sixmilecross - Termon                                            |
| Sixième zone et ses sections   | Omagh (6 sièges)                                                                                                |
| Sixième zone et ses sections   | - Camowen - Coolnagard - Dergmoney - Gortrush - Killyclogher - Strule                                           |
| Septième zone et ses sections  | West Tyrone (6 sièges)                                                                                          |
| Septième zone et ses sections  | - Dromore - Drumquin - Fairy Water - Fintona - Newtownsaville - Trillick                                        |

## Identité visuelle

Logotype (depuis avril 2015).